# Taurano
Taurano là một đô thị (comune) thuộc tỉnh Avellino trong vùng Campania của Ý. Taurano có diện tích 9 km2, dân số là 1538 người (thời điểm ngày 1/5/2009). Thị trấn nằm trong thung lũng Lauro. Các đô thị giáp ranh gồm Lauro, Monteforte Irpino, Moschiano, Pago del Vallo di Lauro và Visciano.